# Hermann Schwarz (matematiker)
Karl Hermann Amandus Schwarz, född 25 januari 1843 i Hermsdorf i Schlesien (nu i Polen), död 30 november 1921 i Berlin, var en tysk matematiker. 
Schwartz blev professor 1875 i Göttingen och 1892 vid Preussiska vetenskapsakademien i Berlin. Hans namn är förknippat med många begrepp inom matematiken, bland annat Cauchy–Schwarz olikhet.
Schwartz arbeten berör huvudsakligen komplex analys och variationskalkyl. Han angav allmänna metoder för den konforma avbildningen på en cirkel av områden begränsade av räta linjer eller cirkelbågar. I sammanhang härmed står den klassiska undersökningen av den hypergeometriska serien, där han framställer ett högeligen intressant samband mellan de reguljära polyedrarna och de fall, då serien framställer en algebraisk funktion. Schwarz lämnade vidare väsentliga bidrag till den stränga grundläggningen av Dirichlets princip. Hans intill 1890 offentliggjorda skrifter finns utgivna under titeln Gesammelte mathematische Abhandlungen (2 band, 1890).
Schwarz var ledamot av Vetenskapssocieteten i Uppsala (1895) och Vetenskaps- och vitterhetssamhället i Göteborg (1913).